# São Brás do Anel (título cardinalício)
São Brás do Anel (em latim, Sancti Blasii de Anello seu de Anulo) foi um título cardinalício estabelecido pelo Papa Sisto V em 13 de abril de 1587, pela constituição apostólica Religiosa. Foi suprimida em 17 de outubro de 1616 pelo Papa Paulo V e transferido para a nova igreja de San Carlo ai Catinari.

## Titulares protetores
- Ippolito de Rossi (1587-1591)
- Guido Pepoli (1595-1596)
- Fernando Niño de Guevara (1597-1599)
- Bonviso Bonvisi (1599-1603)
- Girolamo Pamphilj (1604-1610)
- Vacante (1610-1616)
- Orazio Spinola (1616)
- Título suprimido em 1616